# アウディ・RS4
RS4 (Audi RS 4) は、ドイツの自動車メーカーであるアウディが製造するスポーツセダン/ワゴンである。

## 初代 B5系（2000年 - 2002年）
ポルシェとの協業で誕生したRS2の流れを汲み、A4の高性能版である「S4」をベースに、クワトロ社（現・アウディスポーツ）がチューニングを施したモデルである。
ボディタイプはアバント（ステーションワゴン）のみで、左右に32mmずつ拡大されたフェンダーと、その中に収められる9スポークの18インチアルミホイールと255/35ZR18の極太タイヤ、エアダクト付きの専用大型バンパー、アルミフィニッシュされたサイドミラーなどがA4との外観の差別点である。
パワーユニットはS4と同じ2.7 L V6DOHC5バルブツインターボだが、クワトロ社による専用チューニングによって385PS/44.9kgf-mの最高出力を発揮する。組み合わせられる6速MTは3速と4速をよりクロスレシオ化し、加速性能の向上を図っている。なお、このモデルでは前後駆動力配分が50:50とされていた。
S4と比して運動性能が格段に向上したため、ボディおよびシャシもより強度と剛性を高めるチューニングが行われている。シャシーは専用のスポーツ・サスペンションを採用。最低地上高が標準車に対して20mm低められ、コイルスプリングやショックアブソーバーの設定も見直されているほか、コンポーネントの一部をアルミニウム化し、重量の軽減を図っている。また、ブレーキシステムもフロント360mm、リア312mmの大径ベンチレーテッドディスクを採用している。
内装はダークグレーを基調に黒革（バルコナレザー）・白革（シルクナッパレザー）の他に、アルミニウム糸が織り込まれたクロス地を組み合わせたハーフレザー（パールナッパレザー）の3タイプのシート表皮が選択できた。シート本体は全席レカロ製であり、フロントはシートヒーター付電動スポーツシートを採用している。また、パネル類はピアノブラックの他、リアルカーボンから選択できた。
ボディカラーは銀、赤、青、緑、黒、黄色系の6色が設定されていた。
日本においては2001年6月に限定50台が正規ディーラーで輸入・販売された。左ハンドル・ハーフレザー・ピアノブラックパネル内装のみの設定で、メーカー希望小売価格は960万円。

## 2代目 B7系（2006年 - 2008年）
B6系にRS4は設定されなかったが、B7系で復活。従来のアバントに加え、セダンとカブリオレ（日本未導入）も用意された。
パワーユニットは独自開発の高回転型V8エンジンで、8,250rpmを許容しながら420PS/43.8kgf-mの最高出力を発揮する。先代同様6速MTを採用したが、クワトロシステムは初代RS6にも採用されたダイナミックライドコントロールが搭載された。また通常走行状態でのトルク配分が前40対後60になり、トルク配分の範囲も従来の70:30～30:70から15:85～60:40になった。
同時に、空転しているホイールにはエレクトロニック・デファレンシャル・ロック・システム（EDS）が作動してブレーキをかけ、空転を抑えてLSD効果を発揮することで接地性能とトラクション性能を大きく向上させた。
ブレーキは前後ともにドリルドベンチレーティッドディスクブレーキで、F:8ポット/R:2ポットの対向ブレーキである。

### 日本での販売
2006年6月28日、「RS4」「RS4アバント」を発表。日本には右ハンドル仕様も導入された。
2006年8月、「RS4」「RS4アバント」の今年度の販売予定台数100台を完売したと発表。それに伴い本社に増産を要請した。

## 3代目 B8系（2012年 - 2015年）
2012年3月6日にジュネーブモーターショーで発表された。ボディは再びアバントのみとなり、4.2LV型8気筒 FSIエンジンを搭載して最高出力450ps・最大トルク43.8kgmを発生する。トランスミッションは7速Sトロニックが組み合わせられる。

### 日本での販売
2013年4月3日、新型「RS 4アバント」を同年4月10日より販売開始すると発表。先代と同じく日本には右ハンドル仕様も導入された。
2014年11月18日、17台限定の特別仕様車「Nogaro selection（ノガロセレクション）」の販売を開始。1994年に発売された「アバントRS 2」の誕生20周年を記念したモデルで、「ノガロ」はフランス南西部のサーキットの名前である。

## 4代目 B9系（2018年 - ）
2017年9月12日、フランクフルトモーターショーにて新型RS4アバントを初公開。
搭載される2.9 L V型6気筒ツインターボエンジン「TFSI」は、最高出力450hp、最大トルク61.2kgmを発揮し、先代B8系に搭載されていた4.2 L V8 NAエンジンと同等のパワーを備える。トランスミッションは8速ティプトロニック、駆動方式はquattro (4WD）。性能は0-100 km/h加速が4.1秒、最高速度は250 km/h（リミッター作動）。
エクステリアは「アウディ90 クワトロ IMSA GTO」のデザインを参考に、RS専用のシングルフレームグリルや大型エアインレット、前後バンパー、リヤディフューザーを装備。ブリスターフェンダーも採用し、A4アバントに比して全幅は25mm拡大されている。
2019年10月2日、欧州にて改良型を発表。ベース車であるA4アバントの改良に伴い、新デザインのフロントデザインやLEDテールランプ、強化されたサスペンションやブレーキなどが採用されている。

### 日本での販売
2019年1月28日、発表・販売を開始。
2020年10月13日、改良型を発表。2021年1月以降の発売を予定している。また、限定モデル「RS 4 Avant RS 25 years」を2020年12月以降に販売開始すると発表。ボディーカラーは「RS 2アバント」へのオマージュとされる「ノガロブルー・パールエフェクト」で、日本には35台が導入される。

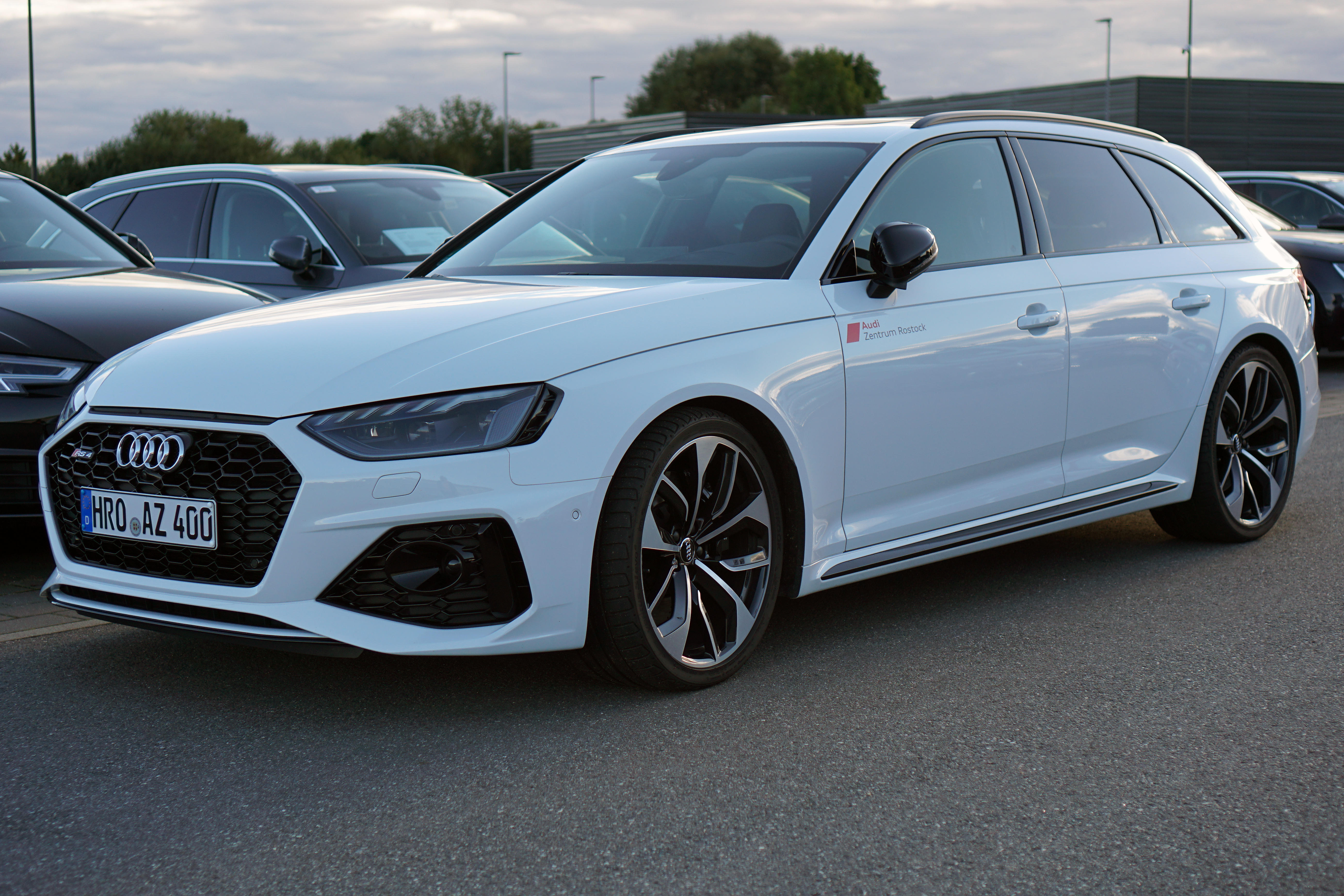
RS 4 Avant 改良型
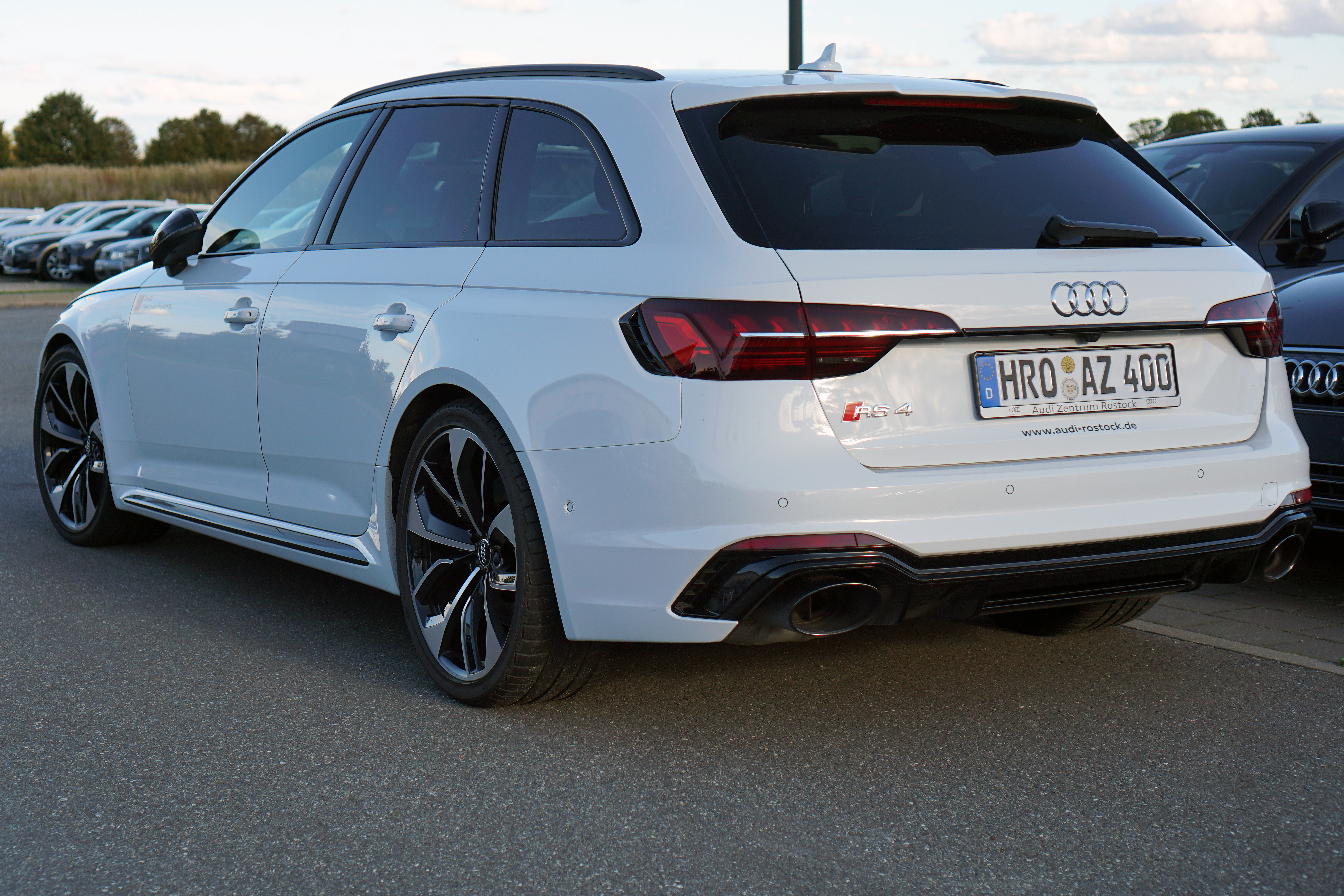
RS 4 Avant 改良型